# 의료기관평가인증원
재단법인 의료기관평가인증원(醫療機關評價認證院, Korea Institute for Healthcare Accreditation)은 의료기관 인증제도 및 의료기관을 대상으로 실시하는 각종 평가 업무를 통합∙수행하여 의료의 질과 환자안전 수준을 제고함으로써 국민 건강의 유지∙증진에 기여하기 위하여 설립된 기관이다. 정부 중심의 강제평가였던 의료기관 평가제도를 2010년 의료기관의 자율적인 참여를 바탕으로 하는 인증 제도로 전환한 것이 설립의 배경이 되었다. 서울특별시 영등포구 국회대로76길 10, 10층 (여의도동, 기독교한국침례회총회빌딩)에 위치하고 있다.

## 설립 근거
- 의료법 제58조[3]

## 연혁
- 2010.04.07 의료기관 인증기준 초안 확정 및 가이드북 완성
- 2010.09.15 의료기관 인증기준 최종 확정 공표
- 2010.10.26 의료기관평가인증원 개원. 이규식 초대원장 취임
- 2010.11.16 의료기관평가 인증조사 첫 실시
- 2011.01.17 의료기관평가인증원 홈페이지 서비스 개시
- 2011.01.27 제1회 의료기관 인증서 교부식
- 2011.01.27 인증결과 공표 대국민 서비스 개시
- 2011.03.10 컨설팅 서비스 개시
- 2011.03.15 의료기관평가인증원 뉴스레터 창간
- 2011.06.24 국제의료질관리학회(ISQua) 기관회원 가입
- 2011.06.29 환자 안전의 날 선포식
- 2011.09.30 의료기관 인증을 통한 병원 서비스 개선 사례발표회
- 2011.11.01 의료기관평가인증원 개원 1주년 기념식 및 비전 선포식
- 2011.11.24 의료기관평가인증원 개원 1주년 기념 심포지엄
- 2012.04.24 국제의료질관리학회(ISQua) 인증기준 국제 인증 획득
- 2012.08.01 제2대 김건상 원장 취임
- 2012.12.03 요양병원 인증기준 공표
- 2012.12.04 정신의료기관 평가 첫 실시
- 2013.01.15 요양병원 인증조사 첫 실시
- 2013.03.11 인증제 활성화 및 환자안전 개선을 위한 토론회 개최
- 2013.08.06 정신병원 인증조사 첫 실시
- 2013.09.03 한방병원 인증기준 공표
- 2013.09.12 제3대 석승한 원장 취임
- 2013.10.28 의료기관평가인증원 개원 3주년 기념식 및 심포지엄 개최
- 2013.12.23 의료기관평가인증원 주사무소 이전(인사동→여의도)
- 2014.01.02 치과병원 인증기준 공표
- 2014.02.11 한방병원 인증조사 첫 실시
- 2014.02.25 의료기관 인증제 2주기 인증 개정기준 공표
- 2014.06.10 치과병원 인증조사 첫 실시
- 2014.10.17 의료기관평가인증원 개원 4주년 기념 심포지엄 개최
- 2015.07.17 인증 의료기관 1,000개소 돌파
- 2015.07.17 국제의료질관리학회(ISQua) 조사위원 교육프로그램 국제 인증 획득
- 2015.08.18 JCI(Joint Commission International)와 MOU 체결
- 2015.10.01 인증제에 대한 대국민 인식조사 결과 발표
- 2015.10.27 의료기관평가인증원 개원 5주년 기념 심포지엄 개최
- 2015.12.10 ACHS(Australian Council on Healthcare Standards)와 MOU 체결
- 2017.09.01 제4대 한원곤 원장 취임
- 2020.10.23 제5대 임영진 원장 취임
- 2024.04.22 제6대 오태윤 원장 취임

## 조직

### 의료기관평가인증원장
- 이사회
- 기준조정위원회
- 제도자문위원회
- 인증심의위원회

#### 경영기획실
- 경영기획팀
- 운영지원팀

#### 정책개발실
- 정책연구팀
- 기준개발팀

#### 인증사업실
- 인증1팀
- 인증2팀
- 인증3팀

#### 연구개발실
- 컨설팅팀
- 연구지원팀

#### 중앙환자안전센터
- 환자안전기획팀
- 환자안전예방팀

## 같이 보기
- 건강보험심사평가원
- 한국간호평가원
- 한국치의학교육평가원